# Glareola cinerea
La canastera gris (Glareola cinerea) es una especie de ave caradriforme de la familia Glareolidae.

## Distribución geográfica y hábitat
Es nativa de Angola, Benín, Burkina Faso, Camerún, República Centroafricana, Chad, República del Congo, República Democrática del Congo , Gabón, Guinea Ecuatorial, Malí, Niger, y Nigeria. Es vagante en Ghana y Togo. Es un ave terrestre que anida en suelos arenosos cerca de ríos y lagos.

## Estado de conservación
Se encuentra amenazada por la pérdida de su hábitat natural.